# 卡莱尔 (南卡罗来纳州)
卡莱尔（英文：Carlisle），是美国南卡罗来纳州下属的一座城市。城市类型是“Town”。其面积大约为1.42平方英里（3.67平方公里）。根据2010年美国人口普查，该市有人口436人，人口密度约为每平方 英里307.91人（约合每平方公里118.89人）。